# Ploemel
Ploemel é uma comuna francesa na região administrativa da Bretanha, no departamento Morbihan. Estende-se por uma área de 25,23 km². Em 2010 a comuna tinha 3 026 habitantes (densidade: 119,9 hab./km²).